# Кулонометрія
Куло́нометрі́я (рос. кулонометрия, англ. coulometry, нім. Coulombometrie f) — електрохімічний метод аналізу, який ґрунтується на вимірюванні кількості електрики, що витрачається на електролітичне відновлення або окиснення. 
Розрізнюють пряму кулонометрію (первинну) , коли в електродній реакції бере участь тільки та речовина, яка досліджується (електрохімічно активна до кінця електролізу), і непряму кулонометрію (кулонометричне титрування), коли використовують електрохімічно активний допоміжний реагент, продукт перетворення якого (кулонометричний титрант) хімічно взаємодіє з компонентом, що визначається. 
За технікою виконання кулонометрію поділяють на потенціостатичну і амперостатичну (гальваностатичну). 
Кулонометрія широко застосовується для аналізу технологічних розчинів, газових сумішей, руд, мінералів і інш.